# Dawson Springs
Dawson Springs é uma cidade localizada no estado americano de Kentucky, no Condado de Caldwell e Condado de Hopkins.

## Demografia
Segundo o censo americano de 2000, a sua população era de 2980 habitantes.
Em 2006, foi estimada uma população de 2951, um decréscimo de 29 (-1.0%).

## Geografia
De acordo com o United States Census Bureau tem uma área de
10,2 km², dos quais 10,2 km² cobertos por terra e 0,0 km² cobertos por água. Dawson Springs localiza-se a aproximadamente 117 m acima do nível do mar.

## Localidades na vizinhança
O diagrama seguinte representa as localidades num raio de 24 km ao redor de Dawson Springs.